# General Problem Solver
General Problem Solver (GPS, досл. «Загальний розв'язувач задач») — комп'ютерна програма, створена в 1957 році Герберт Саймоном (Herbert Simon), Дж. Шоу (J.C. Shaw), і Алленом Ньюелом (Allen Newell), призначена для роботи як універсальна машина для розв'язування задач. За допомогою GPS можна розв'язати, в принципі, будь-яку символічно формалізовану задачу. Наприклад: доведення теорем, геометричні задачі й гра в шахи. Вона була заснована на теоретичній роботі Саймона і Ньюелла з логічних машин. GPS була першою комп'ютерною програмою, яка розділила свої знання про задачі (правила, які подавались на вхід програми) від своєї стратегії розв'язування задач (загальний розв'язувальний пошуковий рушій). Це було реалізовано в низькорівневій мові програмування IPL.